# Araplijska reka
Araplijska reka (bulgariska: Араплийска река) är ett vattendrag i Bulgarien.   Det ligger i regionen Jambol, i den sydöstra delen av landet, 270 kilometer öster om huvudstaden Sofia.
Omgivningarna runt Araplijska reka är en mosaik av jordbruksmark och naturlig växtlighet. Runt Araplijska reka är det ganska glesbefolkat, med 26 invånare per kvadratkilometer.